# 昆騰
昆騰（Quantum Corporation）是美國一家數據儲存設備及系統製造公司，總部位於加州聖荷西。
昆騰創立於1980年，在硬碟的市佔率曾經逹到業界第二，知名產品線為大腳（Bigfoot）和火球（FireBall）系列。2000年10月4日，邁拓（Maxtor）宣布以股權置換形式收購昆騰的硬碟部門，交易總值約23億美元。2001年4月2日，邁拓與昆騰硬碟部門合併完成，昆騰之後經營策略改為全心專注於磁帶事業。

## 外部連結
- 官方网站